# Rhinorhynchus rufulus
Rhinorhynchus rufulus is een keversoort uit de familie bastaardsnuitkevers (Nemonychidae). De wetenschappelijke naam van de soort werd in 1880 gepubliceerd door Thomas Broun.